# Японский шпиц
Японский шпиц (яп. 日本スピッツ нихон супитцу) — порода собак, некрупный шпиц. Используется в качестве компаньона и домашнего любимца. Порода выведена в 1920—1930-е годы на основе других шпицеобразных пород, признана всеми крупнейшими кинологическими организациями, кроме Американского клуба собаководства.

## История породы
Японский шпиц выведен в Японии в 1920—1930-е годы путём скрещивания ряда других шпицев. Родоначальником был белый немецкий шпиц, привезённый в Японию из Северо-Восточного Китая. Новая порода впервые показана на выставке собак в Токио в 1921 году. С 1925 по 1936 годы порода улучшалась прилитием крови различных малых белых шпицев, завезённых из Канады, США, Австралии и Китая. Стандарт породы был принят Японским клубом собаководства после Второй мировой войны, в 1948 году. Порода приобрела популярность в Японии в 1950-х годах, в начале 1950-х годов собак стали вывозить в другие страны. Английский клуб собаководства признал японского шпица в 1977 году в составе группы пользовательских пород. Международная кинологическая федерация признала породу в 1964 году. Японский шпиц распространён по всему миру, включая Индию, Австралию и Соединённые Штаты, и признаётся большинством крупных клубов собаководства. Американский клуб собаководства не признает породу из-за внешнего сходства с американской эскимосской собакой, хотя другие кинологические организации США породу признали.

## Внешний вид

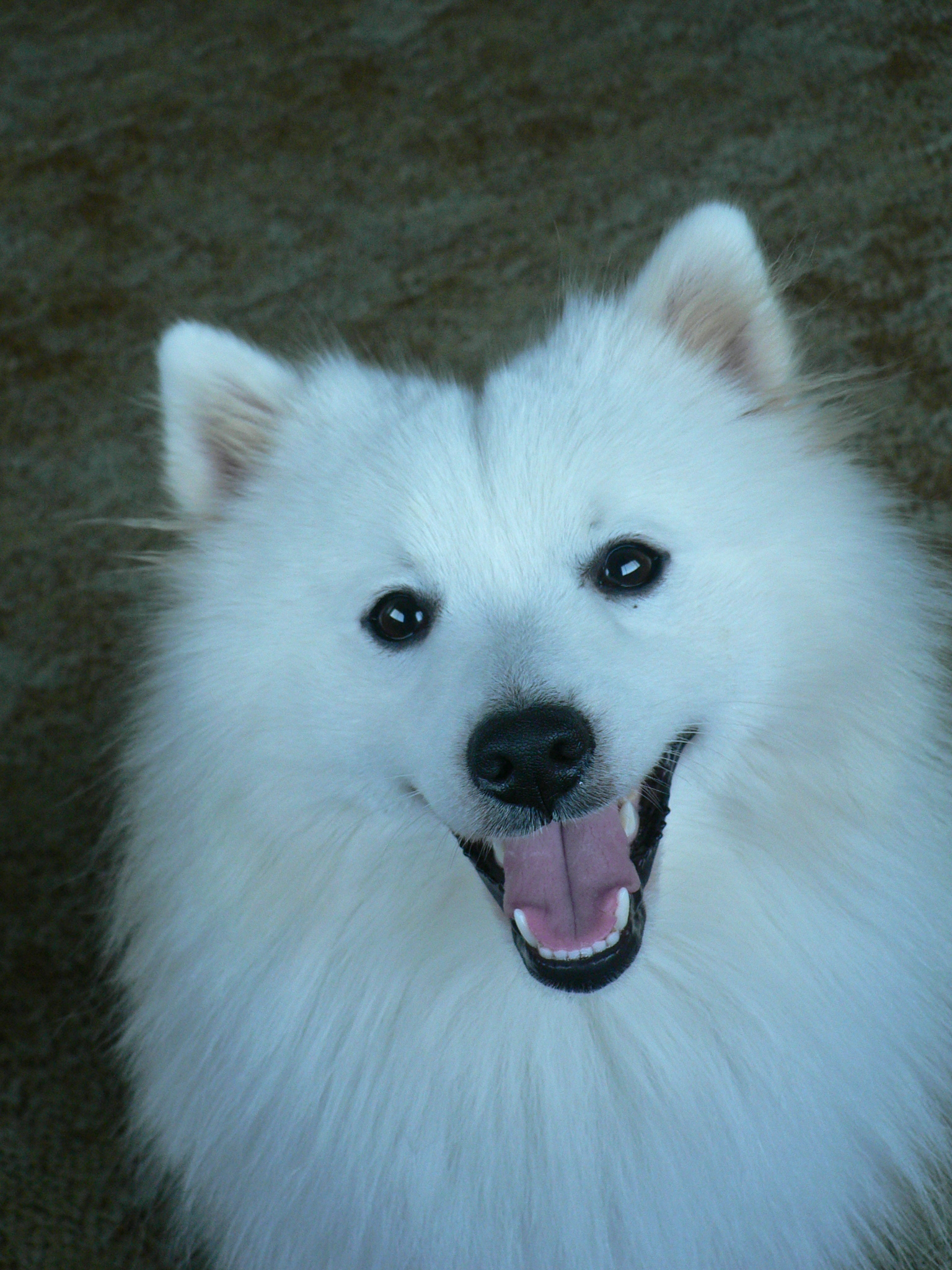

Японский шпиц — маленькая собака, рост кобелей в холке от 30 до 38 см, суки несколько ниже. Собака гармоничная и элегантная, почти квадратного формата (отношение высоты в холке к длине корпуса 10:11), с очень густой чисто белой шерстью и обильным подшёрстком. Шерсть образует обильный воротник на шее, более короткая шерсть на морде, ушах и передней стороне ног. Морда заострённая, небольшие треугольные уши поставлены вертикально, стоп выражен. Хвост довольно длинный, густо покрыт длинной шерстью, поднят на спину. Белая шерсть контрастирует с черными подушечками лап, когтями, обводкой губ и чёрным носом. Среднего размера миндалевидные глаза, тёмные и несколько раскосые, обведены чёрными веками, ресницы белые.

### Темперамент
Активные, симпатизирующие людям и задорные, японские шпицы известны храбростью и преданностью. Они могут быть отличными сторожами и идеальными компаньонами для пожилых людей и маленьких детей. Собаки лаем предупреждают о прибытии незнакомцев, но излишняя шумливость не допускается стандартом. Японский шпиц — это в первую очередь собака-компаньон, она нуждается в контакте с человеком и внимании, становится членом семьи. Собаки подвижны, любят прогулки. Они игривы, послушны, лояльны к детям. Эта дружелюбная собака наделена врожденным территориальным инстинктом, а также сильной личностью — лишенной покорности, с естественной склонностью к тому, чтобы взять на себя роль вожака в семье с самого раннего детства

## Здоровье
Японский шпиц — здоровая порода без значительных генетических проблем. Главной угрозой здоровью считается вывих коленной чашечки, состояние, при котором коленная чашечка перемещается из своего нормального положения. У них может быть слезотечение, являющееся следствием малого размера слезных протоков, аллергии или стресса, и редко свидетельствующее о каких-либо серьёзных заболеваниях глаз. Ожидаемая продолжительность жизни оценивается в 10—16 лет, это делает его одной из самых долгоживущих пород собак.

## Уход
Японский шпиц хорошо переносит холодную погоду, но, являясь собакой-компаньоном, предпочитает жить в доме с семьей. Желательно предоставить собаке возможность достаточное количество времени бегать по улице без поводка.
Снежно-белая шерсть шпица выглядит как требующая трудоемкого ухода, но благодаря текстуре шерсти с особым наружным слоем на остевых волосах, грязь не прилипает к ней или легко снимается щеткой. Однако из-за густоты шерсть все же нуждается в регулярной чистке. Шпицы полностью меняют шерсть один раз в год, но в течение года постоянно немного линяют.
Представители этой породы не особо любят всевозможные процедуры, касающиеся их гигиены и здоровья. С раннего детства нужно приучить щенят к подобным необходимым процедурам, вычесывать им шерсть и с помощью специальных ножниц подстригать когти.
Шерсть японского шпица довольно сухая, поэтому рекомендуют мыть собаку не чаще одного раза в два месяца и использовать шампуни и бальзамы, содержащие натуральные масла. Частое мытье может вызвать раздражение кожи и зуд. После мытья шерсть следует высушить с помощью фена, так как влажный подшерсток идеальная среда для грибка и других кожных паразитов. Шерсть следует расчесывать щёткой-пуходёркой дважды в неделю, чтобы предотвратить образование колтунов.